# Gilbert Falkingham Clayton
Gilbert Falkingham Clayton, född 6 april 1875 och död 11 september 1929, var en brittisk militär och kolonialpolitiker.
Clayton tjänstgjorde i Egypten från 1900, under första världskriget på ansvarsfulla poster. 1919-22 var an brittisk rådgivare åt det egyptiska inrikesdepartementet, och 1922-25 chefssekreterare hos den brittiska generalguvernören i Brittiska Palestinamandatet, samt 1925 och 1927 Storbritanniens ombud vid förhandlingarna med Abd-al-Aziz III.